# Астрономическая обсерватория Островик
Астрономическая обсерватория Островик — астрономическая обсерватория Варшавского университета, расположенная в деревне Островик, недалеко от города Отвоцк (Польша), в 40 км юго-восточнее Варшавы. Обсерватория была основана в 1948 году как Северная наблюдательная станция (Północna Stacja Obserwacyjna) астрономической обсерватории Варшавского университета. В 1973 году был установлен телескоп Цейс-600 (D=60 см, F=7.5 м, системы Кассегрен). Сейчас он оборудован ПЗС-камерой Tektronix 512 х 512 пикселей с набором фильтров B,V,R,I. В настоящее время используется в основном для прохождения учебной практики студентов, однако ранее были реализованы научно-исследовательские проекты в области переменных звезд в рассеянных скоплениях и катаклизмических звезд (проект CURVE в 2003 — 2004 годах). До последнего времени проницание на данном инструменте было около 19 зв. вел., но в связи с поломкой автогида сейчас проницание составляет всего 16 — 17 зв. вел.

## Основные направления исследований
- Катаклизмические переменные
- Звездные скопления
- Активные ядра галактик
- Астероиды и кометы